# انتشارات آگاه
انتشارت آگاه ناشر ادبیات و علوم انسانی و عمده حوزه توجه و تمرکز نشر علوم اجتماعی است. حسین حسینخانیو محسن بخشی و رضا حسینخانی بنیانگذاران انتشارت آگاه هستند. از این دو ناشر در مراسم‌هایی در دانشگاه تهران و نمایشگاه کتاب تهران تجلیل به عمل آمده است.محمدرضا شفیعی کدکنی داریوش آشوری، عبدالله کوثری، محمدرحیم اخوت، مرتضی کلانتریان، محمدامین قانعی‌راد سیروس علی‌نژاد و… از نویسندگان و مترجمان‌اند که همکاری مستمری با انتشارت آگاه داشتند. قریب ۳۵۰۰ عنوان کتاب در انتشارت آگاه منتشر شده است.

## تاریخچه

جلد نخستین شماره مجله نقد آگاه که سال ۱۳۶۱ منتشر شد.

انتشارت آگاه سال ۱۳۵۰ به‌طور رسمی با افتتاح کتابفروشی آگاه روبروی دانشگاه تهران با شراکت حسین حسینخانی و محسن بخشی و رضا حسینخانی فعالیتش را آغاز کرد. پیش‌تر در اواخر دهه چهل با نشر چندین کتاب از جمله کتاب استثنا و قاعده اثر برتولت برشت به ترجمه م.ا. به‌آذین فعالیت انتشارت آگاه به‌طور غیررسمی کلید خورده بود. حسین حسینخانی از مدیران ارشد یکی از بانک‌های خصوصی بود و به‌دلیل علاقه به کار نشر کتاب پس‌اندازش را به عنوان سرمایه اولیه انتشارت آگاه گذاشت. به روایتی پیشنهاد نام «آگاه» برای این نشر از سوی محمود کیانوش بوده است. براساس تقسیم کاری که صورت گرفته بود حسین حسینخانی پذیرش کتاب و آماده‌سازی قبل از چاپ و برادرش رضا حسینخانی مسئولیت چاپ و تولید را بر عهده داشت، اما با مرگ ناگهانی او در تیرماه ۱۳۶۰ فعالیتش در انتشارت آگاه پایان یافت. در نهایت مسئولیت عرضه و فروش کتاب هم محسن بخشی بر عهده داشت. و آشنایی محسن بخشی با م.ا. به‌آذین، محمد قاضی، مصطفی رحیمی و… دیگر شاعران و نویسندگان از نشر نیل رقم خورده بود. به واسطه آشنایی او، از همان آغاز آگاه توانست از نویسندگان و شاعران مطرح اثر و آثاری برای چاپ بگیرد.
کتابفروشی
بنیان‌گذاران آگاه پس از دو سه ناشر دیگر، در شمار نخستین ناشران و کتاب‌فروشی‌هایی هستند که فروشگاه کتاب آگاه را در راسته انقلاب بازکردند. آن‌ها اواخر ۱۳۵۰ در راستهٔ انقلاب سرقفلی فروشگاهی را خریدند و با تجهیز آن سرانجام سال ۱۳۵۱ کتابفروشی آگاه افتتاح شد. پیش از انتشارت آگاه، نشر سپهر ناشر کتاب‌های پزشکی و نشر مروارید هم محدوده انقلاب، روبه‌روی دانشگاه تهران را به عنوان محل کسب و کارشان انتخاب کردند. نخستین فروشگاه‌های کتاب در محدود انقلاب این‌گونه ایجاد شد.

## نشریه‌ها
انتشارت آگاه دو نشریه نقد و کتاب آگاه را در نقد و بررسی کتاب منتشر کرد که با اقبال مخاطب‌ها روبرو شد.چهار جلد نخست نقد آگاه که در فاصلهٔ زمانی پاییز شصت‌ویک تا اسفند شصت‌وسه انتشار یافته بود با اقبال علاقه‌مندان به مباحث نظری و انتقادی همراه بود.

فصل‌های نقد آگاه عمدتاً به مباحثی اختصاص دارد که دریافت‌های جهانی را به‌سوی اندیشه، هنر و ادبیات ایرانی جهت می‌دهد.
فصل آخر نیز که ترجمه است ویژهٔ ادبیات شرقی است که به لحاظ افق‌های مشترک تاریخی و در مواردی نیز دینی، ممکن است به غنای ادبیات ما بیفزاید. با گرامی‌داشت خاطرهٔ همکاران به خاموشی پیوستهٔ دورهٔ نخست نقد آگاه…

سایت نشر آگاه
نشریه‌های ادواری در شکل و شمایل کتاب به نام نقد آگاه و کتاب آگاه در هشت شماره به مدیریت حسین حسینخانی در انتشارت آگاه منتشر می‌شد. نجف دریابندری، باقر پرهام، احمد اشراف، فیروز توفیق، هوشنگ گلشیری، محسن یلفانی محمدرضا باطنی و چنگیز پهلوان در نقد آگاه همدیگر را یافتند به همت انتشارت آگاه زیر یک سقف نشستند.نجف دریابندری مخالف حضور هوشنگ گلشیری در جمع هیئت تحریریه بود حتی گفته می‌شد برخی اعضای تحریریه موافق حضور باقر پرهام نیز نبودند. اما کوشش مسئولان انتشارت آگاه آن بود جمع بتوانند تمرین دموکراسی کنند.
در نخستین شماره نقد آگاه آثاری از باقر پرهام، هوشنگ گلشیری، نجف دریابندری، محسن یلفانی، علی‌اشرف صادقی، علی‌محمد حق‌شناس، پرتو نوری‌علا، داریوش آشوری، فرشته داوران منتشر شد. آثار محمود دولت‌آبادی و احمد محمود مورد نقد و بررسی قرار گرفت.
از دیگر نویسندگانی که در شماره‌های بعدی نقد آگاه با آن همکاری داشتند و آثاری از آن‌ها در این نشریه منتشر شد می‌توان به عباس میلانی، کریم قصیم، هرمز همایون پور، محمود آزاد، فیروز توفیق محمدعلی سپانلو و رضا سیدحسینی اشاره کرد. حسین حسینخانی مهم‌ترین انگیزه‌اش از نشر نقد آگاه را معرفی و نقد و بررسی کتاب‌های خوبی بود که در تب و تاب سال‌های دهه شصت متأثر از انقلاب و جنگ دیده نمی‌شد. بازار کتاب راکد بود. با استقبال محسن یلفانی از ایده حسینخانی کار نقد آگاه کلید خورد ضرورت داشتن هیئت تحریریه و نیز انتخاب هیئت تحریریه از نحله‌های مختلف فکری دو شرط مهم تشکیل تحریریه عنوان شده است. به پیشنهاد باقر پرهام نام نشریه به نقد آگاه در آرا و آثار تغییر و تکمیل شد. نشریه و کتاب‌هایی که به آن پرداخته می‌شد مورد استقبال بسیاری قرار گرفت.
کتاب آگاه
کتاب آگاه به پیشنهاد هرمز همایون‌پور ایجاد شد و مقاله‌های رسیده به دفتر آگاه که به کار نقد آگاه مربوط نمی‌شد، امکانی برای نشر بیایند و بر این اساس کتاب آگاه شکل گرفت. دبیر تحریریه هرمز همایون‌پور بود که با احمد اشرف، باقر پرهام، فیروز توفیق و دیگران در ارتباط بود. عمده مطالب کتاب آگاه در زمینه جامعه‌شناسی و مردم‌شناس بود.
توقف انتشار
نشریه‌های نقد آگاه و کتاب آگاه در شرایطی متوقف شد که به گفته حسین حسینخانی بنیان‌گذار و سرمایه‌گذار این دو نشریه ادواری با بیش از یازده هزار شمارگان فروش رفت. هنوز برای نشر دست‌کم دو شماره دیگر از مجلدات نقد آگاه و کتاب آگاه مقاله و اثر در اختیار داشتند که با توقف نشریه‌ها هم فرصت تجدید چاپ و هم نشر مقاله‌های تدوین شده از دست رفت. ناگهان زمستان ۱۳۶۴ خبر آمد انتشار نقد آگاه باید متوقف شود؛ بنابر تشخیص معاونت مطبوعاتی وزارت ارشاد، نقد آگاه یک نشریه بود و نه یک کتاب باید مجوز از آن نهاد می‌گرفت. گروه نویسندگان محمدرضا باطنی را به عنوان مدیرمسوول جهت دریافت مجوز به ارشاد معرفی کرد. اما بی‌فایده بود.
دیگر نشریه‌ها
بر اساس گزارش‌هایی در آن دوران علاوه بر دو نشریه یاد شده مجله‌های انجمن‌های علمی جامعه‌شناسی، مردم‌شناسی و جمعیت‌شناسی نیز در انتشارت آگاه منتشر می‌شد. تدوین و تهیه مطالب و محتوای آن نشریه‌ها بر عهده اعضاء هیئت علمی و تحریریه نشریه‌های یاد شده بود اما ویرایش فنی و صوری و نیز کارهای اجرایی صفحه‌آرایی و چاپ آن‌ها در انتشارت آگاه صورت می‌گرفت.

## حواشی
در دولت محمود احمدی‌نژاد و وزارت ارشاد سید محمد حسینی شماری از ناشران تحت فشار و محدودیت‌های شدید قرار گرفتند. از اول سال ۱۳۸۹ تا آبان‌ماه ۱۳۹۳ علاوه بر انتشارت آگاه، فعالیت ناشران دیگر از جمله نشر اختران، نشر چشمه، آهنگ دیگر، کوچک، نشر آبی، نشر دیگر و… نیز به حالت تعلیق درآمده بود. همچنین اعمال سخت‌گیری‌های بیشتر در قبال آثار ارائه شده از سوی این دست ناشران و نیز تأخیر در صدور مجوز کتاب‌ها از دیگر مصادیق اعمال محدودیت و فشار بر این ناشران عنوان شده بود.انتشارت آگاه از بهار ۱۳۸۹ فعالیتش به تعلیق درآمد. براساس گفته حسین حسینخانی مدیر انتشارت آگاه تعلیق فعالیت نشر هیچ‌گاه به صورت رسمی اعلام نشد. او در توضیح این موضوع گفته بود: «یکباره ارشاد از ما کتاب تازه قبول نکرد و اجازهٔ تجدید چاپ به ما نداد.» انتشارت آگاه و همچنین دیگر ناشران تعلیق شده در دولت محمود احمدی‌نژاد اجازه حضور و عرضه و فروش آثارشان در بیست و ششمین نمایشگاه کتاب تهران را نیز نداشتند. اعمال محدودیت و فشار بر ناشران قدیمی صنعت چاپ و نشر کتاب در سال‌های پایانی دولت محمود احمدی‌نژاد به‌طور چشمگیری افزایش یافت. با روی کار آمدن دولت حسن روحانی، با رای کارگزاران فرهنگی این دولت محدودیت‌های اعمال شده منتفی و انتشارت آگاه فعالیتش را از سر گرفت.

## خانواده نشر
دو نسل از فعالان فرهنگی در انتشارت آگاه فعالیت کردند، نسل بنیانگذاران و فرزندان آنها در رشد و بالیدن این نشر مؤثر بودند.
بنیانگذاران
- رضا حسینخانی از مدیران و بنیانگذاران نشر در دهه شصت خورشیدی درگذشت.
- محسن بخشی مدیر فروشگاه آگاه و از بنیانگذاران نشر اول بهمن ۱۳۰۸ سال در خوانسار به دنیا آمد.[۹] اوایل جوانی به تهران مهاجرت کرد.[۲۳]کار نشر را با فعالیت در بنگاه چاپ و نشر علمی - از فعالان معروف کتاب ایران- در سال‌های دهه سی آغاز کرد.[۹] چندی در نشر نیل کتابفروش بود و سرانجام از اواخر دهه چهل کار نشر کتاب را با حسینخانی در نشر آگاه آغاز کرد.[۹] او نیمه آبان ۱۳۹۵ درگذشت. از او در نمایشگاه کتاب تهران و همچنین خانه کتاب به عنوان ناشر پیشکسوت تجلیل به عمل آمده است.[۲۴][۲۵][۲۶]
- حسین حسین خانی پس از نیم قرن فعالیت همچنان در این نشر فعالیت می‌کند. او در نیمه دهه نود خورشیدی دانشگاه تهران مورد تجلیل اهالی فرهنگ وهنر قرار گرفت.

ناشران مرتبط
فرزندان حسین حسین خانی و محسن بخشی بنیانگذاران انتشارت آگاه نیز به فعالیت در حوزه نشر روی آوردند. نشر آگه به مدیریت لیلا حسین خانی، نشر بان و نشریه فرهنگبانبه مدیریت علی حسین خانی، نیز نشر دوران و دیدآور و کتابفروشی دیدآوربا مدیریت مهران و ناصر بخشی از مجموعه انتشارات آگاه برخاستند.

## کتاب‌ها
انتشارت آگاه طی نیم قرن فعالیت قریب ۳۵۰۰ عنوان کتاب در حوزه‌های مختلف ادبیات و علوم انسانی منتشر کرده است و نیز نویسندگان و مترجم‌هایی چون جلال‌الدین همایی، پرویز ناتل خانلری، محمدرضا شفیعی کدکنی داریوش آشوری، علی‌محمد حق‌شناس، محمدرضا باطنی، عبدالله کوثری، مصطفی اسلامیه، مرتضی کلانتریان، نجف دریابندری، باقر پرهام، مهرداد بهار، محمدعلی سپانلو، فروغ پوریاوری، عبدالوهاب احمدی، پرویز دوایی، مهران مهاجر، محمد نبوی، کاظم فیروزمند، شاپور اعتماد، حسین پاینده، بهمن فرزانه، غلامحسین صدری‌افشار، عنایت سمیعی، لیلی گلستان، مرتضی کاخی، رامین کریمیان، فرهنگ ارشاد، حسن مرتضوی، محمود متحد، فیروزه مهاجر، اکبر معصوم‌بیگی، سلامت رنجبر، مجید مددی، روح‌انگیز شریفیان، پرویز جاهد، پرویز اجلالی، عباس مخبر، محمد سعید ذکایی و بسیاری دیگر از اهالی قلم با آن همکاری داشتند. در ادامه به برخی عنوان‌های مهم منتشر شده در این نشر اشاره خواهد شد.
| ردیف | نام کتاب              | نویسند             | مترجم/مصحح            | سال نشر | تصویر | توضیح |
| ---- | --------------------- | ------------------ | --------------------- | ------- | ----- | --- |
| ۱    | تاریخ بیداری ایرانیان | ناظم‌الاسلام کرمانی | علی‌اکبر سعیدی سیرجانی | ----    | --    | کتابی در مورد تاریخ نهضت مشروطیت ایران است که توسط ناظم‌الاسلام کرمانی نوشته شده است. بیشتر کتاب شامل خاطرات روزانه ناظم‌الاسلام از ذیحجه ۱۳۲۲ (قمری) تا رجب ۱۳۲۷ (قمری) است.                                                                          |
| ۲    | سمک عیار              | ----               | پرویز ناتل خانلری     | ----    | --    | رمانی است مشهور و قدیمی به زبان فارسی که در سدهٔ ششم هجری نوشته شده است. داستان‌های این کتاب سه جلدی به دست فرامرز پسر خداداد پسر عبدالله نویسنده (کاتب) ارجانی جمع‌آوری شده است. وی داستان‌ها را از زبان یک راوی به نام صدقهٔ ابوالقاسم فراهم آورده است. |
| ۳    | اسرارالتوحید          | ابوسعید ابوالخیر   | محمدرضا شفیعی کدکنی   | ----    |       | اسرارالتوحید فی مقامات شیخ ابی‌سعید ابی‌الخیر، کتابی است با موضوع تصوف که ۱۳۰ سال پس از مرگ ابوسعید ابی‌الخیر، در توسط یکی از نوادگان او به‌نام محمد بن منور در خراسان نگاشته شد.                                                                        |